# 營養繁殖

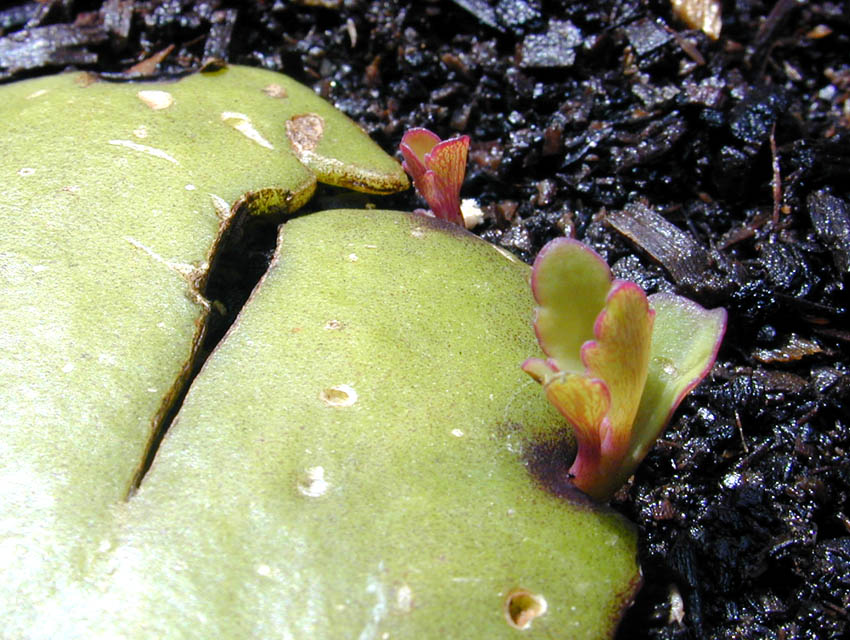
落地生根（Kalanchoe pinnata）在葉片的邊緣上長出約1厘米高的小個體。

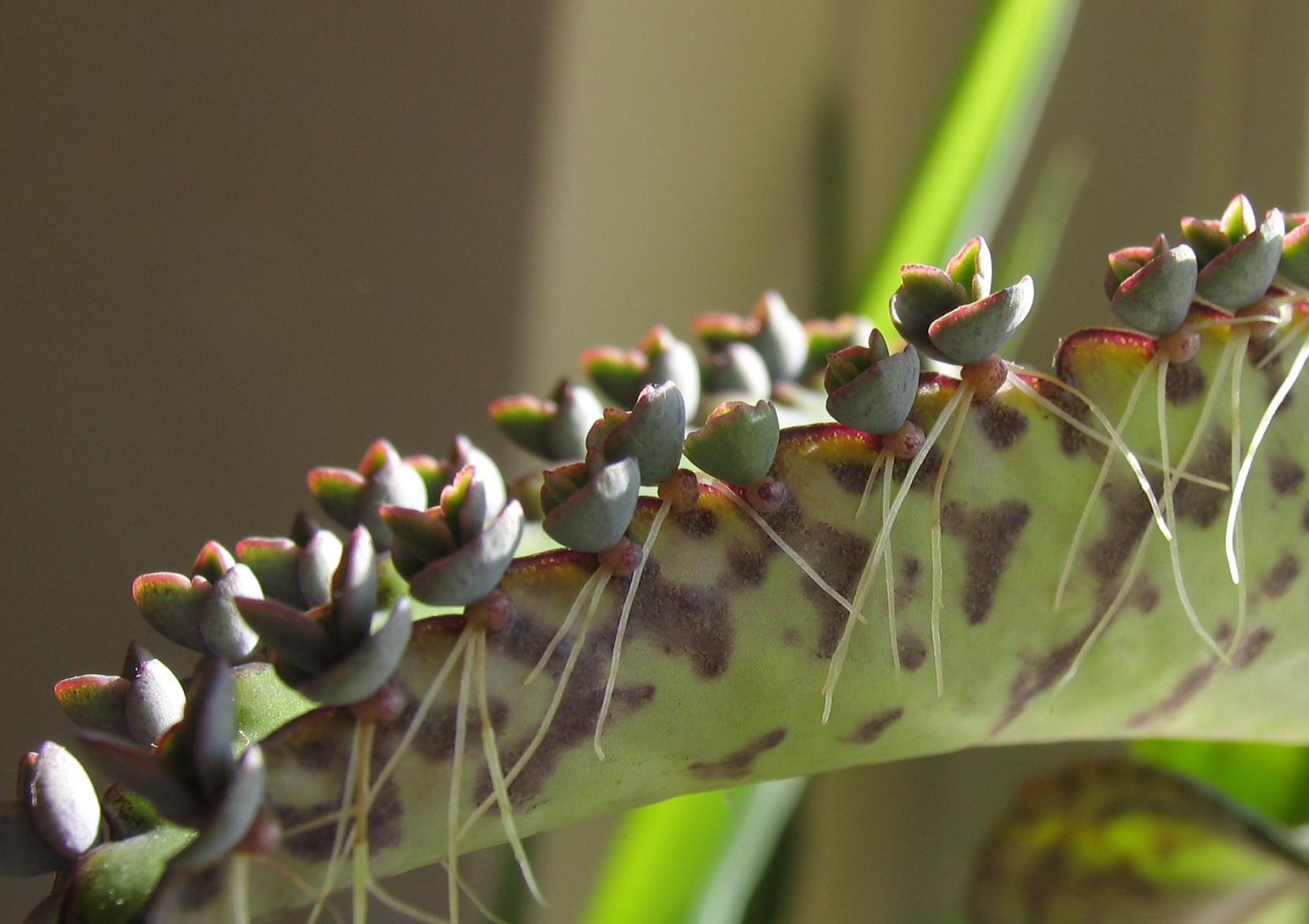
Bryophyllum daigremontianum produces plantlets along the margins of its leaves. When they are mature enough, they drop off and root in any suitable soil beneath.

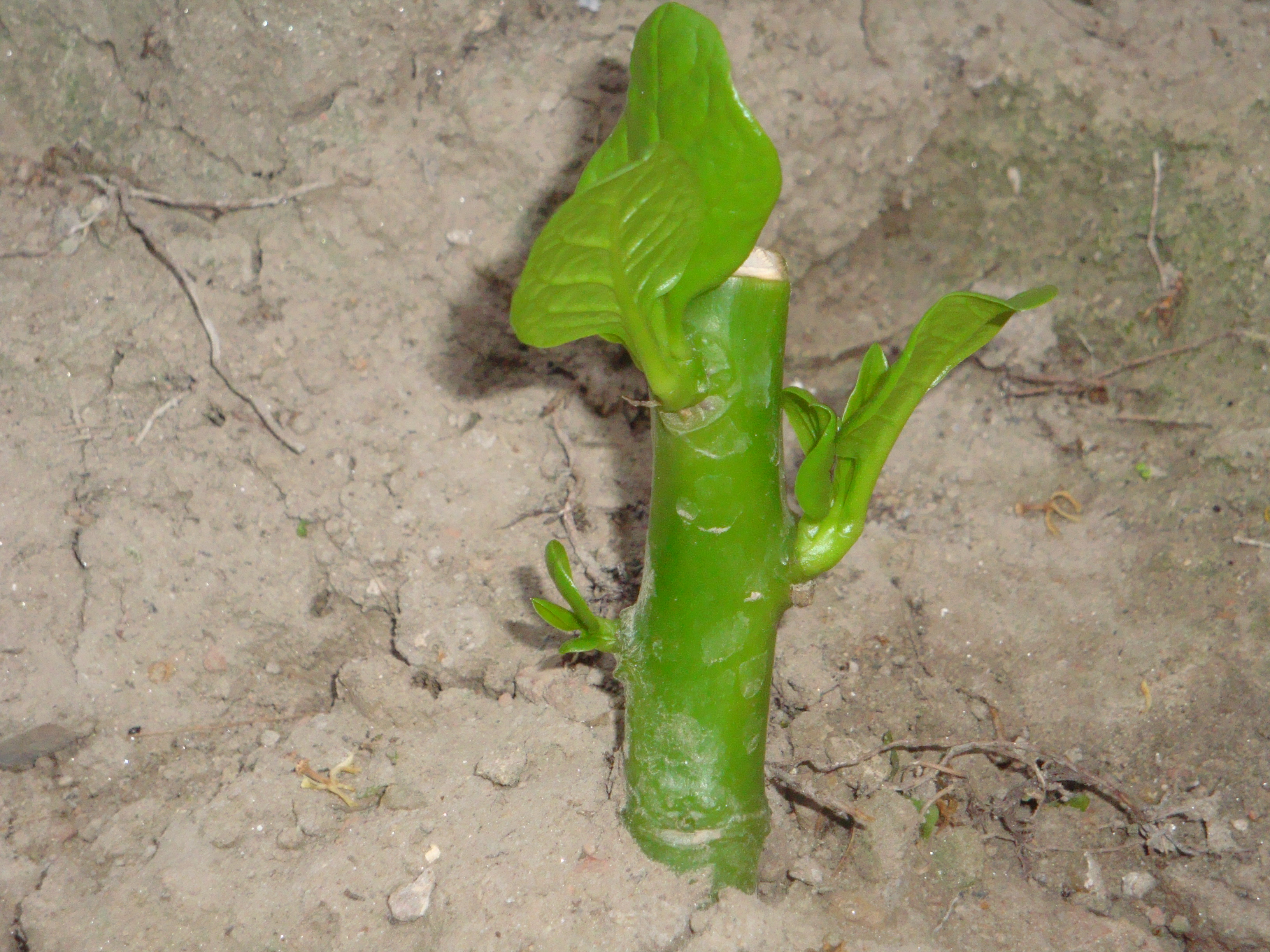
Vegetative reproduction from a stem cutting less than a week old. Some species are more conducive to this means of propagation than others.

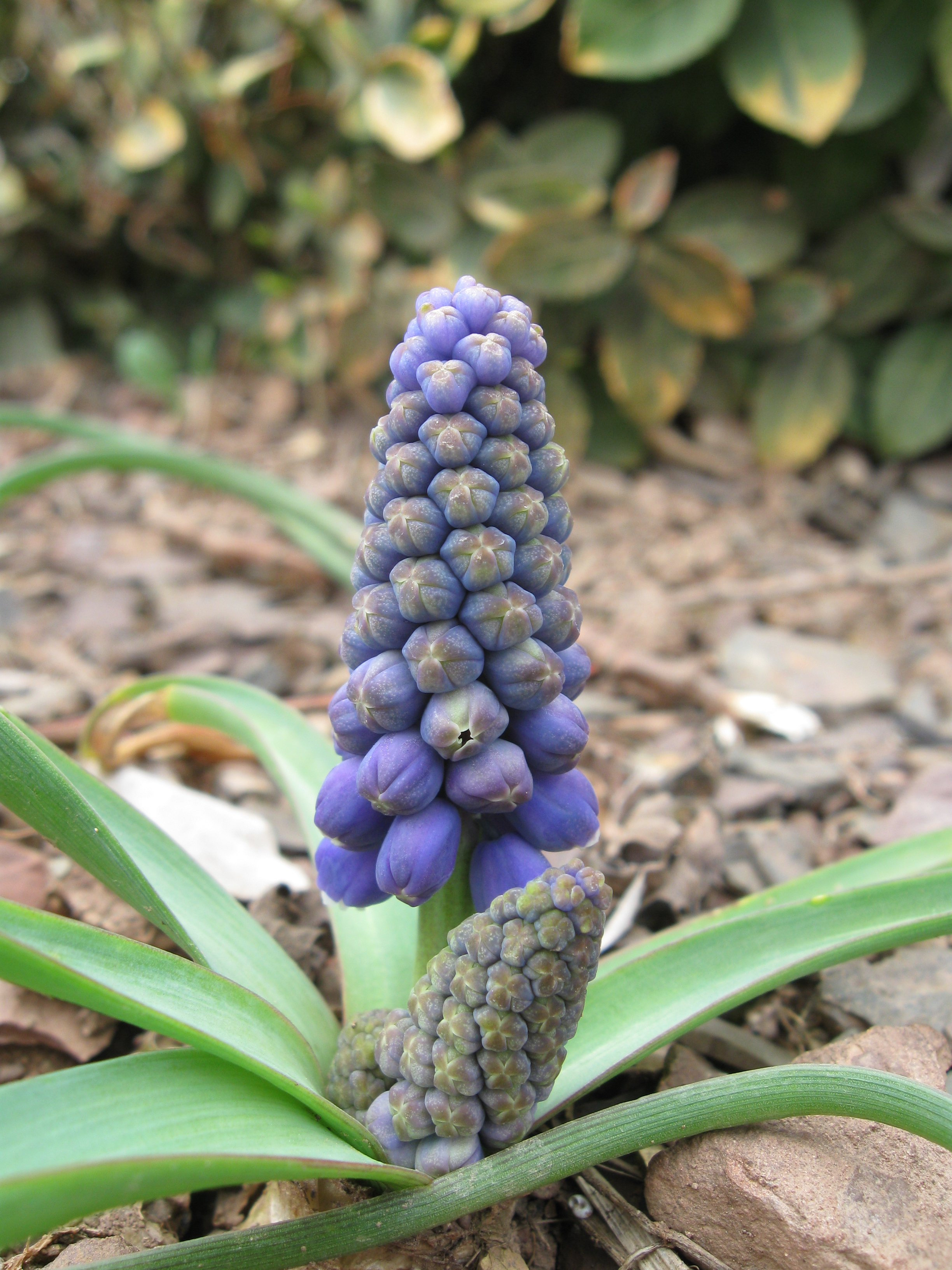
一個葡萄风信子属（Muscari spp.）物種的球根在地下繁殖，成為了兩顆球根，然後這兩顆球根會分別長出一株花莖。

營養器官繁殖是植物無性繁殖的方法之一，指植物透過扦插其植株部分或特化了的繁殖器官而長出新植株的无性生殖方式。這些特化了的「營養器官」可以是根、茎或叶，其基本功能是維持植物生命，這些功用抱括了如：光合作用等。但在某些狀況之下，可能有無性生殖/營養生殖，意指，這些營養器官可能成為繁衍的親本，由這些器官生長出新的個體。植物各个营养器官均有一定的再生能力，如枝条能长出不定根，根上能产生不定芽等，从而长成整体。
營養器官繁殖是不少植物自然繁殖的方式，但亦可透過人工生殖來導引。在這個過程中，新的個體植物無需種子或孢子產生；人工的營養繁殖包括扦插、压条等方法繁殖（如马铃薯、草莓、桑树、柳树等），其好處是不需等候種子發育等過程，需時較短。
苔藓、蕨类和低等植物以营养体断裂的方式进行營養繁殖也很普遍。
自然的營養繁殖是植物求生的一種方法。有些植物在氣候良好時積累食物，儲存在營養繁殖的器官當中。這類器官通常是變異的根或莖。當環境不宜，原先的植物死去。當氣候轉好，營養繁殖的器官便會生出枝葉，繼續生長。
形式和例子：
- 塊莖：馬鈴薯、慈菇
- 球莖：劍蘭、蕃紅花
- 根莖：薑
- 鱗莖：洋葱、百合、鬱金香、蒜、水仙
- 莖上的節：黃金葛
- 匍匐莖：草莓、蛇莓
- 匍匐枝：布袋蓮
- 葉：落地生根、石蓮、非洲堇、伽藍菜屬(左圖)、風車草

## 营养繁殖的好处
营养繁殖能够保持某些栽培物的优良性征，而且繁殖速度较快，所以被广泛地应用于植物的栽培中。
营养繁殖的四种方式：
1. 分根：用于夹竹桃，腊梅等灌木，它们的丛生茎下各自都有根，可以直接把它们分开，成为独立的植株。这种繁殖方式叫分根。
2. 压条：用于桑，夹竹桃等植物，可以选择树上较长的枝条，把它弯下来，压埋在土中的枝条部分长出根后，再把枝条与母体截断，长成新的植株。这种方式叫压条。
3. 扦插：用于月季，柳树，葡萄等植物，可以剪取植物上带芽的枝段，插入土中，不久这些枝段就会生根发芽，长成新的植株。这种方式叫扦插。
4. 嫁接：用于橘，桃等果树，可以将它们的枝或芽接到另一种植物的茎或根上，使两者的形成层上（茎中具有分生能力的组织）紧贴，不久它们就会长成一体，成为一株新植物。这种繁殖方法叫嫁接。

营养繁殖成功的条件：
脱离母体的营养器官，具有再生的能力，能在离体的部分长出不定根，不定芽，从而发展成为新的独立生活的植株。
营养繁殖的特点：能够保持某些栽培植物的优良性状，且繁殖速度较快。